# 역외 펀드
역외 펀드(域外 fund, 영어: offshore fund)는 주식투자 대상국이 아닌 제3국에서 조성된 펀드이다.
역외펀드는 투자자가 속한 국가의 조세제도나 운용상의 제약을 피할 수 있고, 조세·금융·행정면에서 여러 가지 이점을 누리려는 목적에서 이용된다. 우리나라에 오는 펀드도 대부분 매매차익에 따르는 과세가 없고, 자산운용상 법적 규제가 없는 버뮤다·아일랜드 등 조세 피난지에 본거지를 둔 경우가 많다.